# Infecció

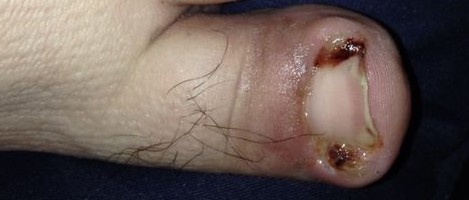
La infecció d'un dit del peu amb una ungla encarnada, hi ha pus (groc) i una inflamació. (enrogiment i inflamació al voltant de l'ungla).

Una infecció és la introducció proliferació d'un microorganisme patogen en un organisme hoste (vegetal, animal…) que hi produeix substàncies tòxiques, que són perjudicials per al funcionament normal i que poden provocar una malaltia infecciosa. Els agents patògens són bacteris, fongs, protozous, prions, paràsits, viroides o virus. Quan la colonització és produïda per un animal paràsit es parla també d'infestació i de parasitosi.
Moltes infeccions són transitòries i l'organisme infectat reeix a combatre-l pel mateix sistema immunitari. Altres poden causar danys irreversibles o comprometre la supervivència de l'hoste. En el cas dels mamífers reaccionen a les infeccions amb una resposta innata, sovint amb inflamació, seguida d'una resposta adaptativa.
Per combatre la infecció primer cal una bona prevenció, per a la qual la higiene té un paper primordial, tant per evitar la infecció com per evitar que proliferi dins de l'hoste i es propagui a d'altres. En la lluita contra les infeccions ajuden entre d'altres aigua neta i sabó, els desinfectants i els antisèptics d'ús extern. Al cas d'infeccions greus hi ha medicaments com antibiòtics i antivírics que també poden ajudar a combatre la malaltia. Contra certs patògens, sobretot les infeccions víriques encara no hi ha molts fàrmacs. L'ús exagerat d'antibiòtics tant en medicina humana com en veterinària (sobretot en la ramaderia, per la qual via entren en la xarxa tròfica) per combatre o prevenir d'infeccions bacterianes menors va contribuir a crear bacteris resistents i el desenvolupament d'infeccións nosocomials difícils per combatre.
La immensa majoria d'organismes pluricel·lulars són colonitzats en algun grau per espècies exteriors. Alguns d'aquests habiten en una relació simbiòtica o sense conseqüències per l'hoste. Un exemple són les espècies de bacteris anaeròbics que colonitzen el còlon dels mamífers. Un altre exemple són les diferents espècies d'estafilococs existents en la pell dels humans.
L'efecte d'una «lluita» de l'organisme infectant que intenta utilitzar els recursos de l'hoste per multiplicar-se a costa d'aquest s'anomena infecció activa. Sovint l'estat de la infecció és simplement qüestió de les circumstàncies. En les condicions adequades, quasi tot organisme pot tornar-se patogen i quasi cap organisme, si està present en petites quantitats i en una àrea ben protegida pel sistema immunitari de l'hoste, pot desenvolupar una infecció comprometedora.
Les variables que s'envolten en la producció en un hoste al qual se li ha inoculat un patogen i el resultat final són:
1. La ruta o via d'entrada del patogen i l'accés a les zones de l'hoste que guanya el patogen.
2. La virulència intrínseca de l'organisme particular.
3. La quantitat o càrrega de microorganismes inicialment inoculada.
4. L'estat immune de l'hoste colonitzat.

## Classificació

### Segons agent causal
- Infeccions bacterianes, per bacteris patògens.
- Micosis, per fong
- Protozoosis, per protozous.
- Parasitosis per paràsits.
- Virasis, per viroides o virus.
- Infeccions per prions.

### Segons la via d'entrada
Que impliquen la via de transmissió. Així hi ha malalties de transmissió sexual.

### Subclínica versus clínica (latent versus aparent)
Quan la infecció no es manifesta amb signes o símptomes es dia que la infecció és subclínica.

### Primària versus oportunista
Així és parla de:
Patògens primarisEls patògens primaris causen malalties com a conseqüència de la seva presència o activitat dins de l'hoste normal i saludable, i la seva virulència intrínseca (la gravetat de la malaltia que causen) és, en part, la conseqüència necessària de la necessitat de reproduir-se i difondre's. Molts dels patògens primaris més comuns dels humans només infecten els humans, no obstant això, moltes malalties greus són causades per organismes adquirits del medi ambient o que infecten hostes no humans.
Patògens oportunistesEls patògens oportunistes poden causar una malaltia infecciosa en un hoste amb immunodeficiència o si tenen un accés inusual a l'interior del cos (per exemple, a través d'un trauma o una intervenció quirúrgica). La infecció oportunista pot ser causada per microbis en contacte habitual amb l'hoste, com ara bacteris patògens o fongs de les vies respiratòries gastrointestinals o de les vies respiratòries superiors, i també poden resultar de microbis (altrament innocus) adquirits d'altres hostes.
Infecció primària versus infecció secundàriaUna infecció primària és una infecció que és o pot pràcticament només ser vista com la causa principal del problema de salut actual. En canvi, una infecció secundària és una seqüela o una complicació d'una causa arrel.

### Segons contagiositat
Les malalties infeccioses a vegades s'anomenen malalties contagioses quan es transmeten fàcilment per contacte amb una persona malalta o per les secrecions (per exemple, la grip o la COVID-19). Així, una malaltia contagiosa és un subconjunt de les malalties infeccioses que són de fàcil transmissió.

### Segons localització
Per exemple:
- Infeccions del tracte respiratori
- Infeccions urinàries